# Emma Chamberlain
Emma Frances Chamberlain (ur. 22 maja 2001 w San Bruno) – amerykańska youtuberka i osobowość internetowa.
W 2017 uruchomiła kanał w serwisie YouTube, który od tamtej pory zebrał ponad 10 mln subskrybentów. W 2019 została uwzględniona na liście „25 najbardziej wpływowych ludzi w Internecie” według tygodnika „Time”.

## Życiorys
Urodziła się 22 maja 2001 w San Bruno, a dorastała w San Mateo. Jest jedynaczką. Jej rodzice rozwiedli się, gdy miała pięć lat. Uczęszczała do Central Middle School w San Carlos w Kalifornii i Notre Dame High School w Belmont, katolickiej szkoły dla dziewcząt, gdzie była cheerleaderką i członkinią drużyny lekkoatletycznej. Opuściła szkołę średnią już po pierwszym roku, zdając egzamin umożliwiający szybsze ukończenie nauki California High School Exit Exam.

## Kariera
W czerwcu 2017 zaczęła publikować filmy w serwisie YouTube. Na profilu umieszcza głównie wideoblogi, w których dzieli się z widzami swoim codziennym życiem. Już w sierpniu 2017 jej kanał uzyskał grono 150 tys. subskrybentów.
W czerwcu 2018, gdy przeprowadziła się do Los Angeles, wraz z Jamesem Charlesem i duetem komediowym braci znanych jako The Dolan Twins zaczęli tworzyć wspólnie pod nazwą The Sister Squad. W lipcu tego samego roku stała się podopieczną United Talent Agency.
W 2019 jeden z publicystów „New York Timesa” uznał ją za „najzabawniejszą osobę na YouTube”, a tygodnik „Time” uwzględnił ją na liście „25 najbardziej wpływowych ludzi w Internecie”. 11 kwietnia 2019 opublikowała pierwszy odcinek swojego podcastu Anything Goes. W tym samym roku, w czasie wrześniowego Tygodnia mody była prowadzącą eventu Generation Next organizowanego przez „Teen Vogue”. Stworzyła także serię filmów we współpracy z domem mody Calvin Klein. W grudniu 2019 założyła własną internetową firmę zajmującą się sprzedażą kawy Chamberlain Coffee.